# Umzimvubu (rivier)
De Umzimvubu is een rivier in Zuid-Afrika. De naam betekent nijlpaardrivier (van isiXhosa Imvubu (pl. i(z)imvubu), nijlpaard).
Zij ontspringt in de Drakensbergen bij de grens met Lesotho en stroomt door het Transkei-gebied van de Oost-Kaap, door de voormalige hoofdstad Umtata naar Port St. Johns aan de Indische Oceaan en deelde het historische Pondoland in Oost- en West-Pondoland.
- Library of Congress Control Number: sh2009007578
- Nationale Bibliotheek van Israël: 987007549912505171
- Virtual International Authority File: 315166181